# Cmentarz żydowski w Błędowie
Cmentarz żydowski w Błędowie – kirkut społeczności żydowskiej niegdyś zamieszkującej Błędów. Powstał w XIX wieku. 
Do 1939 roku na jego terenie znajdowały się co najmniej 362 nagrobki.
Został zniszczony podczas II wojny światowej. Po wojnie został ogrodzony. Cmentarz znajduje się przy ul. Nowy Świat w północnej części miejscowości. Zachowała się jedna macewa.
W 1996 roku powołany został przez miejscowego weterynarza Józefa Grudziąża oraz mieszkańców Danii: Krzysztofa Lubowiedzkiego i rabina Toma Triera Społeczny Komitet Odbudowy Cmentarza Żydowskiego w Błędowie. Przy finansowym wsparciu Gminy Błędów Komitet ogrodził i uporządkował część cmentarza, a na jego teren przywieziono kilkadziesiąt fragmentów macew, odnalezionych we wsi, w fundamentach jednego z domów.